# John của Liên hiệp Anh

Prince John, khoảng năm 1912-1913.

Vương tử John của Liên hiệp Anh (John Charles Francis; 12 tháng 7 năm 1905 – 18 tháng 1 năm 1919) là con trai thứ 5 và là con út của Quốc vương George V và Vương hậu Mary. Tại thời điểm John ra đời, cha mẹ ông đang là Thân vương và Vương phi xứ Wales. Năm 1910, Quốc vương Edward VII băng hà, Thân vương xứ Wales kế vị trở thành Quốc vương George V, Vương tử John xếp thứ 5 trong danh sách thứ tự thừa kế ngai vàng Anh Quốc.
Năm 1909, John được phát hiện mắc chứng động kinh. Khi tình trạng ngày càng xấu đi, ông được cha mẹ gửi đến dinh thự Sandringham để tránh sự dòm ngó của công chúng. Ở Sandringham, Prince John được chăm sóc bởi nhũ mẫu Charlotte Jane "Lala" Bill và các người hầu, ông kết bạn với những đứa trẻ địa phương mà Vương hậu Mary đã sắp xếp đến chơi cùng con trai. Vương John qua đời tại dinh thự Sandringham vào năm 1919 sau một cơn động kinh nghiêm trọng và được chôn cất tại nhà thờ St Mary Magdalene gần đó. Bệnh tật của ông chỉ được tiết lộ cho công chúng sau khi ông qua đời.
Việc che giấu Vương tử John khỏi công chúng được đưa ra để làm bằng chứng cho sự tàn nhẫn của vương thất. Tuy nhiên, một số hồ sơ cho thấy John theo cách nào đó được cha mẹ đối xử tốt hơn so với anh chị của mình. Trái với cáo buộc rằng Vương tử John bị che giấu khỏi công chúng từ khi còn nhỏ, ông thực ra vẫn giữ vai trò là một thành viên chính thức của vương thất, xuất hiện thường xuyên trước công chúng cho đến sau sinh nhật thứ mười một, khi bệnh tình trở nặng hơn.

## Chào đời
Vương tử John được sinh hạ tại York Cottage thuộc bất động sản Sandringham vào lúc 3:05 sáng ngày 12 tháng 7 năm 1905. Ông là con út và con trai thứ năm của George, Thân vương xứ Wales và Mary, Vương phi xứ Wales. Ông được đặt tên John dù cái tên này được cho là không may mắn đối với vương thất, và ông thường được gọi với cái tên "Johnnie". Tại thời điểm chào đời, ông đứng thứ 6 trong hàng kế vị ngai vàng, sau cha và các anh. Vì là cháu nội của đương kim Quốc chủ và con trai của Thân vương xứ Wales, ông được nhận danh hiệu His Royal Highness Prince John of Wales từ khi ra đời.
John được rửa tội vào ngày 3 tháng 8 năm 1905 tại nhà thờ St Mary Magdalene ở Sandringham. Cha mẹ đỡ đầu của ông gồm Carlos I của Bồ Đào Nha (ông bác xa, do Thân vương xứ Wales đại diện), Công tước xứ Sparta (bác họ), Hoàng tử Carl của Đan Mạch (anh họ và cậu của ông, do Thân vương xứ Wales đại diện), Vương tử John xứ Schleswig-Holstein-Sonderburg-Glücksburg (do Thân vương xứ Wales đại diện), Alexander Duff, Công tước xứ Fife thứ nhất (cậu, do Thân vương xứ Wales đại diện), Bà Công tước xứ Sparta (bác họ, do Công chúa Victoria đại diện), và Công chúa Alexander xứ Teck (do Công chúa Victoria đại diện).

## Những năm đầu đời
Vương tôn John dành phần lớn thời thơ ấu sống tại Sandringham cùng với anh chị của mình: Vương tôn Edward (thường được gọi với tên David), Vương tôn Albert, Vương tôn nữ Mary, Vương tôn Henry và Vương tôn George, dưới sự chăm sóc của nhũ mẫu Charlotte "Lala" Bill. Mặc dù là một người kỷ luật nghiêm khắc, Thân vương xứ Wales cũng là người cha thương yêu con cái. Vương phi xứ Wales cũng gần gũi với con cái và khuyến khích chúng tâm sự với mình. Năm 1909, bà dì của John, Hoàng thái hậu Maria Feodorovna của Nga đã viết thư gửi cho con trai bà, Hoàng đế Nikolai II rằng "Những đứa con của George rất ngoan... Hai đứa nhỏ nhất, George và Johnny đều đáng yêu và rất vui tính..." Princess Alexander xứ Teck mô tả John "rất kỳ quặc, một buổi tối nọ khi George trở về và cúi xuống để hôn May, họ nghe thấy Johnny lẩm bẩm: ''Bà ấy hôn papa, ông già xấu xí!''. Một lần khác, khi Quốc vương George V cùng dùng bữa trưa với Tổng thống Mỹ Theodore Roosevelt thì các con ông bước vào, Quốc vương nói với Roosevelt: "Bọn chúng đều rất ngoan ngoãn, ngoại trừ John, tôi chẳng thể hiểu nổi. Giờ ngài nhìn xem, khi thằng bé bước vào nó sẽ đi thẳng tới chỗ cái bánh kia". Với sở thích của một đứa trẻ, Vương tôn John quả thực đã chạy lại chỗ chiếc bánh. Quốc vương George V quay qua nói với Roosevelt: "Có đúng như tôi nói với ngài không? Giờ thử nghe cách mà nó trả lời tôi." Ông gọi: "John!", John trả lời: "Cái gì?" - "Đừng hỏi cái gì khi ta nói chuyện với con, đi lại đây!". Ông quay qua Roosevelt: "Đúng như những gì tôi nói với ngài không? Thằng bé chẳng ngoan ngoãn gì và những đứa còn lại thì ngoan vô cùng." Tuy vậy, John vì sức khỏe yếu ớt nên không bị cha trách phạt, khác với những anh chị của mình phải nhận sự dạy dỗ vô cùng khắc nghiệt từ cha.
Mặc dù là một đứa bé "cao lớn và đẹp trai", vào sinh nhật năm bốn tuổi của mình, John trở nên "chậm chạp một cách khổ sở". Cùng năm đó, ông bị động kinh lần đầu tiên và có dấu hiệu bất ổn tinh thần, nhiều khả năng là chứng tự kỷ. Cha ông kế vị ngai vàng sau khi ông nội ông, Quốc vương Edward VII băng hà vào năm 1910, John được phong làm "His Royal Highness The Prince John". John không phải tham dự lễ đăng quang của cha mẹ mình vào ngày 22 tháng 6 năm 1911 vì điều này được cho là quá rủi ro cho sức khỏe của ông. Tuy nhiên, một số người cho rằng vương thất sợ bất kỳ sự cố nào liên quan đến Vương tử John sẽ làm ảnh hưởng đến danh tiếng của họ. Mặc dù John được xem rằng "không thể được trình diện với thế giới bên ngoài", George vẫn tỏ ra quan tâm đến con trai, đối xử với ông bằng "tình thương và sự tử tế".
Trong thời gian sống tại Sandringham, John thường xuyên có hành vi sai phạm và ngỗ nghịch: "đơn giản là ông ấy không biết cần phải cư xử như thế nào." Năm 1912, Vương tử George, người anh gần tuổi nhất với John và cũng là thân thiết nhất của ông, bắt đầu học tại Trường St Peter's Court Preparatory tại Broadstairs. Vào mùa hè năm sau đó, có báo cáo cho rằng John sẽ không đến học tại Broadstairs trong học kỳ kế tiếp, và thậm chí chưa có quyết định nào về việc có nên cho John đến trường hay không. Sau khi Chiến tranh thế giới thứ nhất nổ ra, John ngày càng ít gặp cha mẹ hơn vì họ luôn phải bận bịu thực hiện nghĩa vụ của mình. Ông cũng không được gặp các anh chị, những người phải học tập và sống tại Cung điện Buckingham hoặc thực hiện nghĩa vụ quân sự. Ông gần như biến mất khỏi công chúng và không còn bức ảnh chính thức nào của ông được công bố kể từ năm 1913. Dù bị suy nhược về thể chất và tinh thần, John chưa từng bị loại khỏi danh sách kế thừa ngai vàng Anh.

## Thời gian ở Wood Farm
Năm 1916, khi những cơn co giật xảy ra thường xuyên và nghiêm trọng hơn, Prince John được đưa đến sống tại Wood Farm và nhũ mẫu "Lala" Bill chịu trách nhiệm chăm sóc ông. Mặc dù John vẫn hứng thú với những thứ xung quanh mình và có khả năng thể hiện cảm xúc và suy nghĩ một cách mạch lạc, nhưng khả năng tiếp thu kiến thức kém của ông dẫn tới kết quả các gia sư dạy ông đều bị cho nghỉ việc và việc học hành của ông cũng kết thúc. Các bác sĩ cảnh báo rằng John "khó sống đến tuổi trưởng thành".
Tại Wood Farm, John trở thành "người bị bỏ rơi với những hầu cận sống ở một trang trại hẻo lánh trong khu bất động sản Sandringham... Trong thời gian chiến tranh thế giới thứ nhất, các vị khách được mời đến Balmoral nhớ đến John là một cậu bé cao lớn và vạm vỡ, nhưng chỉ thường được nhìn thoáng qua bóng dáng hao hao của cậu bé từ khu rừng xa xăm, đi theo sau là những người hầu cận" Thái hậu Alexandra đã đặc biệt cho xây dựng một khu vườn tại dinh thự Sandringham cho cháu nội mình, và điều đó trở thành "một trong những thú vui tuyệt nhất của cuộc đời John."
Sau mùa hè năm 1916, John hiếm khi được nhìn thấy bên ngoài khu Sandringham và được giao cho một mình "Lala" Bill chăm sóc. Thái hậu Alexandra viết thư cho con dâu nói rằng "[John] rất tự hào về ngôi nhà của mình nhưng luôn ao ước có bạn chơi cùng", Vương hậu Mary đã phá lệ bằng cách đưa những đứa trẻ địa phương đến làm bạn chơi cùng John. Một trong số đó là Winifred Thomas, một cô bé đến từ Halifax, người đã được đưa đến sống cùng dì và cậu của mình (người phụ trách quản lý chuồng ngựa ở Sandringham) với hy vọng bệnh hen suyễn của bà sẽ được thuyên giảm. John đã quen biết Winifred nhiều năm trước, trước cả khi chiến tranh thế giới nổ ra . Hai người trở nên thân thiết, cùng nhau đi dạo và trồng trọt trong khu vườn của Thái hậu Alexandra. Leslie Saward Heath (sinh năm 1914 tại dinh thự Wolferton Station), có ông nội là Harry Leonard Saward RVM, chủ một nhà ga xe lửa gần đó, cũng thường chơi với Prince John tại Wood Farm. Sarah Elizabeth Saward, vợ của Harry, cũng thường qua giúp chăm nom cậu bé. John cũng thường đến quét dọn sân ga vì thích thú bởi những chiếc xe lửa ở đó. Ông cũng có dịp chơi cùng với anh chị của mình mỗi khi họ đến thăm. Một lần, Thân vương xứ Wales (Edward VIII) "đặt em trai lên chiếc xe đẩy và cả hai anh em chạy mất hút." Elsie Hollingsworth, người từng chơi với Prince John ở Wood Farm, cho biết ông có "trò chơi yêu thích" là sưu tầm những chiếc hộp dùng để bỏ tiền xu để dành, sau đó có thể dành cả tiếng đồng hồ chỉ để bỏ từng đồng xu vào trong hộp đó, một hành vi có thể được xem là dấu hiệu rõ nhất về chứng tự kỷ của John.

## Qua đời
Khi tần suất những cơn co giật của John tăng lên, nhũ mẫu của ông, Charlotte "Lala" Bill, viết vào hồi ký:

"Chúng tôi không dám để Ngài ở bên các anh chị của mình vì điều đó làm họ khó chịu, khi những cơn co giật trở nên ngày càng tồi tệ và xảy ra rất thường xuyên."

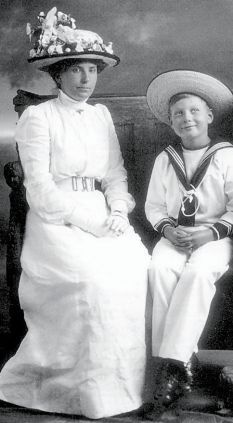
Prince John cùng nhũ mẫu Charlotte "Lala" Bill.

Nhà viết tiểu sử Denis Judd cho rằng "sự ẩn dật" và "kỳ quái" của [John] hẳn đã làm phiền lòng anh chị của ông", vì John là "một cậu bé thân thiện, hướng ngoại, được anh chị yêu thương, như một loại bùa hộ mệnh cho cả gia đình". Năm 1918, John được đón Giáng sinh cùng gia đình tại dinh thự Sandringham nhưng bị đưa trở lại Wood Farm ngay vào đêm hôm đó.
Ngày 18 tháng 1 năm 1919, sau một cơn co giật trầm trọng, Prince John qua đời trong giấc ngủ lúc 17 giờ 30 phút khi chỉ mới 13 tuổi. Vương hậu Mary viết trong cuốn hồi ký của mình:
"Thực sự là một cú sốc khủng khiếp, một linh hồn nghịch ngợm bên trong một đứa trẻ đáng thương, cái chết dường như là sự giải thoát tuyệt vời. Tôi đã báo tin cho George và ngay lập tức lái xe xuống Wood Farm. Lala nhìn có vẻ đã chấp nhận sự thật nhưng thực sự rất đau lòng. Johnnie bé nhỏ nằm ở đó trông rất bình yên."
Trong bức thư dài sáu trang Edward, Thân vương xứ Wales gửi tình nhân Freda Dudley Ward, có đề cập đến việc em trai ông qua đời:
"... Thằng bé đã bị che giấu bằng mọi giá suốt hai năm qua để không ai nhìn thấy nó ngoại trừ gia đình, sau đó chỉ còn độ khoảng một hoặc hai lần một năm, cái chết là sự giải thoát tuyệt vời nhất có thể tưởng tượng được, chí ít cũng là điều mà gia đình ta trong thâm tâm luôn ước ao..."
Vương hậu Mary sau này viết thư cho một người bạn:
"Đối với John đó là một sự giải thoát tuyệt vời, vì căn bệnh của thằng bé sẽ ngày càng trở nên tồi tệ hơn khi nó càng lớn tuổi, và nó đã phải chịu quá nhiều đau khổ. Tôi không thể nói chúng tôi cảm thấy biết ơn Chúa như thế nào vì đã đưa thằng bé đi một cách yên bình như vậy, thằng bé chỉ như nằm ngủ trong ngôi nhà thiên đàng của mình, không còn đau đớn, không phải gắng gượng, chỉ còn sự bình yên cho một linh hồn nhỏ bé đau khổ. Đó vốn là nỗi lo lớn đối với chúng tôi suốt nhiều năm, kể từ khi thằng bé mới bốn tuổi."
Bà nói thêm:
"Sự chia cắt đầu tiên trong vòng tròn gia đình cảm giác thật khó chịu, nhưng mọi người đã rất tốt bụng và thông cảm & điều này đã giúp chúng tôi rất nhiều."
George mô tả cái chết của con trai là "nỗi đau lớn nhất có thể chịu được".
Vào ngày 20 tháng 1 năm 1919, tờ Daily Mirror nói rằng "khi Vương tử qua đời, ngài nở trên môi một nụ cười thiên thần", bài báo cũng thu hút sự chú ý đầu tiên của công chúng tới chứng động kinh của John. Tang lễ của Prince John cử hành vào ngày hôm sau tại nhà thờ St Mary Magdalene.
Vương hậu Mary viết:
"Canon Dalton & bác sĩ Brownhill [bác sĩ của John] đã chủ trì tang lễ hết sức đau buồn và xót xa này. Nhiều thần dân của chúng tôi và dân làng cũng đã góp mặt. Chúng tôi đã cảm ơn tất cả những người hầu của Johnnie, những người rất tốt và chân thành với thằng bé."
Mặc dù tang lễ được tổ chức riêng tư, toàn bộ các nhân viên phục vụ của dinh thự Sandringham đều tham dự, từng người trên khu đất đều có mặt và đứng quanh cổng nhà thờ, mộ phần của John được phủ đầy hoa. Thái hậu Alexandra đã viết thư cho Vương hậu Mary rằng "giờ đây hai Johnnie yêu dấu đã nằm cạnh bên nhau".

## Nhận định
Prince Edward hầu như không biết nhiều về em trai kém 11 tuổi của mình, nhìn nhận sự ra đi của John là "ít nhiều là một nỗi phiền toái đáng tiếc." Ông viết thư cho tình nhân của mình lúc bấy giờ, bà Freda Dudley Ward, trong đó ông nói rằng "thằng bé tội nghiệp đã trở nên giống một con vật hơn bất cứ thứ gì khác." Edward cũng đã viết một lá thư vô cảm tương tự cho mẹ mình, Vương hậu Mary, lá thư được cho là đã bị mất. Vương hậu Mary đã không viết thư hồi đáp, khiến ông cảm thấy mình buộc phải gửi đến bà một lời xin lỗi, trong đó ông nói rằng:
"[Con cảm thấy] như một con lợn lạnh lùng và vô cảm vì đã viết những từ đó... Không ai ngoài mẹ có thể nhận ra Johnnie bé nhỏ đáng thương có ý nghĩa như thế nào đối với con, [dù con] có lẽ không hiểu em ấy nhiều... Con cảm thấy rất đau lòng thay cho người, mẹ kính yêu, mẹ của Johnnie."
Trong lần đề cập lần cuối cùng về John trong nhật ký của mình, Vương hậu Mary viết: "thực sự rất nhớ đứa trẻ đáng yêu đó." Bà tặng cho Winifred Thomas một số quyển sách của John, trong đó bà ghi chú rằng: "Tưởng niệm tiểu Vương tử của chúng ta". "Lala" Bill luôn để một bức chân dung của John trên kệ phía trên lò sưởi, cùng với một lá thư do John viết có dòng chữ "Nanny, con yêu người." Gần đây, sự ẩn dật của John được đưa ra như một bằng chứng về sự "vô tâm" của gia tộc Windsor. Theo một bộ phim tài liệu năm 2008, phần lớn thông tin hiện có về John đều là "dựa trên tin đồn, bởi vốn dĩ rất ít thông tin chi tiết về cuộc sống của John và các vấn đề mà ông mắc phải được tiết lộ với công chúng", Tổ chức động kinh nước Anh cho biết:
"Những gì [Quốc vương và Vương hậu] đã làm hoàn toàn không có gì lạ. Lúc bấy giờ, những người bị động kinh thường bị cô lập khỏi xã hội. Họ thường được đưa vào các trại động kinh hoặc các trại tâm thần. [Bởi] nó được cho là một chứng bệnh liên quan đến thần kinh."
Vương thất tin rằng những tai ương này đều bắt nguồn từ dòng máu của họ, vốn được cho là cao quý hơn máu của thường dân, vì vậy che giấu bệnh tình của John hết sức có thể. Những người khác thì cho rằng John được đưa đến Wood Farm nhằm có môi trường sống tốt nhất có thể trong thời chiến. Một số quan điểm chắc chắn cho rằng vương thất "lo sợ và nhục nhã vì căn bệnh của John", và cuộc sống của tiểu Vương tử thường được miêu tả là "bi kịch và có mưu tính". Vào thời điểm Edward VIII thoái vị, một âm mưu đã được thực hiện nhằm làm mất uy tín của Prince Albert, người kế vị Edward trở thành Quốc vương George VI, cho rằng ông "bị ép buộc phải vào thay thế anh trai mình". Mãi đến năm 1998, sau khi phát hiện hai cuốn album gia đình John nhanh chóng thu hút được sự chú ý từ công chúng.
The Lost Prince, một bộ phim tiểu sử về cuộc đời của Prince John được biên kịch và đạo diễn bởi Stephen Poliakoff, ra mắt vào năm 2003.

## Tước vị
12 tháng 7 năm 1905 - 6 tháng 5 năm 1910: His Royal Highness Prince John of Wales (Vương tôn John xứ Wales Điện hạ)
6 tháng 5 năm 1910 - 18 tháng 1 năm 1919: His Royal Highness The Prince John (Vương tử John Điện hạ)

## Sách tham khảo
- Athlone, Princess Alice, Countess of (1966). For My Grandchildren. London: Evans. OCLC 781603821.{{Chú thích sách}}:  Quản lý CS1: nhiều tên: danh sách tác giả (liên kết)
- Bing, Edward J. (1937). The Letters of Tsar Nicholas and Empress Marie. London: Nicholson and Watson.
- Edwards, Anne (1986). Matriarch: Queen Mary and the House of Windsor. New York: Quill. ISBN 0-688-06272-5.
- Eilers, Marlene A. (1987). Queen Victoria's Descendants. Baltimore: Genealogical Publishing Company. ISBN 0-8063-1202-5.
- Judd, Denis (2012). George VI. London: I.B. Tauris. ISBN 978-1-78076-071-1.
- Lamont-Brown, Raymond (2003). Royal Poxes & Potions. London: Sutton Publishing. ISBN 978-0-750-93184-7.
- Panton, Kenneth J. (2011). Historical Dictionary of the British Monarchy. Plymouth: Scarecrow Press. ISBN 978-0-8108-5779-7.
- Poliakoff, Stephen (2003). The Lost Prince. London: Methuen Publishing. ISBN 0-413-77307-8.
- Pope-Hennessy, James (1959). Queen Mary, 1867–1953. London: G. Allen and Unwin. OCLC 1027299.
- Rees, Nigel (2002). Mark My Words. New York: Barnes & Noble. ISBN 0-7607-3532-8.
- Reynolds, K.D. (2004). "John, Prince (1905–1919)". Oxford Dictionary of National Biography. Oxford University Press. doi:10.1093/ref:odnb/76928. Truy cập ngày 20 tháng 10 năm 2013. (yêu cầu đăng ký)
- Tizley, Paul (director) (2008). Prince John: The Windsors' Tragic Secret (Documentary). London: Channel 4. Truy cập ngày 20 tháng 10 năm 2013.
- Weir, Alison (2008). Britain's Royal Families. London: Vintage Books. ISBN 978-0-099-53973-5.
- Whitney, Catherine (2009). The Women of Windsor. London: HarperCollins. ISBN 978-0-06-076584-2.
- Van der Kiste, John (1991). George V's Children. London: A. Sutton. ISBN 0-86299-816-6.
- Zeepvat, Charlotte (tháng 2 năm 2003). "Reflections on 'The Lost Prince'". Royalty Digest. Quyển XII số 141. tr. 1–5. ISSN 1653-5219.
- Ziegler, Philip (1991). King Edward VIII: The Official Biography. London: Collins. ISBN 0-00-215741-1.

1. ↑  On ngày 17 tháng 7 năm 1917, due to a growing anti-German sentiment in the United Kingdom, George V changed the name of the royal house from the House of Saxe-Coburg and Gotha to the House of Windsor.[1] Thus, as all of the members of the royal house received a surname, John's full name became John Charles Francis Windsor.[2]